# Juan Bonilla
Juan Bonilla, né le 11 août 1966 à Jerez de la Frontera (Cadix), est un écrivain et traducteur espagnol.

## Biographie
Sa première oeuvre, Celui qui éteint la lumière, a été publiée en 1994 à Editorial Pre-Textos. Il s'agissait d'un recueil de récits qui fut sélectionné par une enquête réalisée par la revue Quimera auprès de critiques, intellectuels et écrivains comme l'un des meilleurs livres de récits de la littérature espagnole du XXe siècle. Le quotidien El País a également cité, en 2000, Celui qui éteint la lumière parmi les livres les plus remarquables des vingt-cinq dernières années. 
En 1996 il a publié aux Ediciones B le roman Personne ne connaît personne, qui a pour cadre la ville de Séville pendant la Semaine Sainte et pour sujet les relations entre fiction et réalité à travers un jeu de rôle. Le roman a été porté au cinéma en 1999 par Mateo Gil sous le même titre, avec Eduardo Noriega, Paz Vega et Jordi Mollá comme protagonistes. Le film a été un grand succès, et a été suivi d'un événement étonnant: en 2000, année où se situe l'action du roman, des faits ressemblant beaucoup à ceux racontés dans le livre se sont déroulés à La Madrugá de la Semaine Sainte de Séville, comme inspirés par celui-ci.
En 2021, une nouvelle version du roman a été publiée sous le titre Personne contre personne (Seix Barral).
En 2003 l'écrivain a publié son roman Les princes de Nubie (Seix Barral), qui a été traduit en sept langues. Le réalisateur mexicain Alfredo De Villa a acheté les droits pour sa version cinématographique.
En 2013 il a publié le roman Interdit d'entrer sans pantalons (Seix Barral) qui a pour protagoniste le poète futuriste russe Vladímir Mayakovski. Le roman a été couronné l'année suivante par le I Prix Biennal du Roman Mario Vargas Llosa, doté de 100 000 dollars et une sculpture de l'artiste péruvien Fernando de Szyszlo. En 2021 la revue Esquire l'a choisi comme l'un des dix livres de la décennie 2010.
En 2015 la Fondation BBVA lui a accordé une de ses Aides à la Création pour l'écriture d'un nouveau roman sur l'artiste mexicaine Nahui Olin. Le roman, publié en 2019 par Seix Barral sous le titre de Totalité sexuelle du cosmos, a reçu l'année suivante le Prix National de Littérature.
En 2021 il a obtenu le prix "Ville de Jerez" pour sa trajectoire.
En tant que journaliste, il a dirigé les suppléments littéraires Rendez-vous, du Quotidien de Jerez, avec José Mateos (1989-1992); et Le Regard, du Correo de Andalucia, avec Francisco Lira (1993-94). Il a été directeur de l'information de Radio América, rédacteur en chef de Ajoblanco et coordinateur de la revue Zut, dont il a été directeur littéraire. Il collabore à la revue Jot Down et dirige la revue Calle del Aire.
Il a été commissaire d'exposition de: Futurisme et nouveau compte (Institut du Livre de Málaga, 2009), Baldomero Pestana: La vérité entre les mains (Institut Cervantes, 2018), La caméra à faire des poèmes (Bibliothèque Nationale d'Espagne, PhotoEspaña, 2018), Fotolibro Andalou (CICUS, 2019).

## Oeuvres
Poésie
- 1994 - Partes de guerra, Editorial Pre-Textos
- 2002 - El belvedere, Editorial Pre-Textos
- 2006 - Buzón vacío, Editorial Pre-Textos
- 2007 - Defensa Personal. Antología poética (1992-2006), Editorial Renacimiento
- 2010 - Cháchara, Editorial Renacimiento
- 2010 - Hecho en falta. Poesía reunida, Editorial Visor
- 2016 - Poemas pequeñoburgueses, Editorial Renacimiento
- 2021 - Horizonte de sucesos, Editorial Renacimiento
- 2023 - Poemas, La Veleta, Comares (recueil de tous ses livres antérieurs)

### Récits
- 1994 - El que apaga la luz, Editorial Pre-Textos; ed. ampl.: Pre-Textos, 2009
- 1999 - La compañía de los solitarios (inclut le roman El mejor escritor de su generación), Editorial Pre-Textos
- 2000 - La noche del Skylab, Editorial Espasa Calpe; rééd.: Círculo de Lectores, 2002; Booket, 2008
- 2005 - El estadio de mármol, Editorial Seix Barral
- 2009 - Tanta gente sola, Seix Barral; reed.: Booket, 2011, 2013
- 2013 - Una manada de ñus, Editorial Pre-Textos

### Romans
- 1995 - Yo soy, yo eres, yo es..., Ediciones Imperdonables, rééd.: Planeta, 1998; Seix Barral, 2003; éd. ilust.: Luces de Gálibo, 2016
- 1996 - Nadie conoce a nadie, Ediciones B; rééd.: Círculo de Lectores, 1997; Ediciones B, 1999; Punto de Bolsillo, 2000; réédité en 2021 dans une nouvelle version par Seix Barral sous le titre Nadie contra nadie
- 1998 - Cansados de estar muertos, Espasa Calpe
- 1999 - El mejor escritor de su generación, Pre-Textos, rééd.: El Paseo Editorial, 2021
- 2003 - Los príncipes nubios, Seix Barral; reed.: Círculo de Lectores, 2004; Booket, 2005, 2009
- 2013 - Prohibido entrar sin pantalones, Seix Barral; rééd.: Booket, 2017
- 2019 - Totalidad sexual del cosmos, Seix Barral

### Essais
- 1996 - El arte del yo-yo, Editorial Pre-Textos, 1996; RBA, 2001
- 2002 - Teatro de variedades, Editorial Renacimiento. 2ª edition augmentéé en 2022, Editorial Renacimiento
- 2008 - La plaza del mundo, Universidad de Valladolid
- 2011 - El tiempo es un sueño pop: vida y obra de Terenci Moix, RBA
- 2012 - Catálogo de libros excesivos, raros o peligrosos, Universidad de Sevilla
- 2016 - Biblioteca en llamas, Editorial Renacimiento
- 2018 - La novela del buscador de libros, Fundación José Manuel Lara

### Editions de textes et traductions
TRADUCTIONS
- 1999 - J. M. Coetzee: Infancia, Editorial Mondadori
- 2003 - Alfred Edward Housman: Cincuenta poemas, Editorial Renacimiento
- 2005 - T. S. Eliot: Libro de los gatos sensatos de la vieja zarigüeya, El Gaviero; réédité par Nórdica en 2018
- 2007 - Andrew Delbanco: Melville. Su mundo y su obra, Seix Barral
- 2009 - Dennis Cooper: Chaperos, Editorial Tercer Nombre; corr.: Chulos, Revuelta Editores, 2011
- 2012 - Ring Lardner: Cómo escribir relatos, Zut Ediciones
- 2012 - Graham Greene: En tierra de nadie, Seix Barral
- 2012 - Terenci Moix: Sadístico, esperpéntico e incluso metafísico, Editorial Berenice
- 2012 - Edward Abbey: La Banda de la Tenaza, Editorial Berenice, con Teresa Lanero
- 2013 - Edward Abbey: El vaquero indomable, Editorial Berenice
- 2014 - Edward Abbey: Hayduke vive, Editorial Berenice
- 2023 - Edward Abbey: Sol negro, Editorial El Paseo

EDITIONS
- 2004 - Aviones plateados. Antología de la poesía futurista latinoamericana, Anthropos; 2ª edition corrigée et révisée, 2009, Colección Puerta del Mar, Diputación de Málaga
- 2010 - Alberto Hidalgo: Poemas simplistas, Zut Ediciones
- 2011 - Javier Salvago: La vida nos conoce, Selección y prólogo de Juan Bonilla, Editorial Renacimiento
- 2011 - Nínfulas. Antología de lolitas en la poesía española, Generación del 27
- 2012 - Felipe Alaiz: El arte de escribir sin arte (y otras críticas libertarias de la literatura española), Berenice
- 2014 - Francisco Rivas:Reivindicación de Don Pedro Luis de Gálvez a través de sus úlceras, sables y sonetos , Zut Ediciones
- 2019 - Tierra negra con alas. Antología de la poesía vanguardista latinoamericana, Fundación José Manuel Lara, avec Juan Manuel Bonet
- 2020 - Alberto Hidalgo: Diario de mi sentimiento, Editorial Renacimiento
- 2020 - Agustín García Calvo: A los amigos, salud y alegría, Editorial Confluencias
- 2022 - Francisco Umbral: Lola Flores. Sociología de la Petenera, Zut Ediciones

## Prix
- 1993 - Prix de Poésie Luis Cernuda pour Parts de guerre
- 2003 - Prix Biblioteca Breve pour le roman Les princes de Nubie
- 2004 - Prix Anthropos d'Études Littéraires pour Avions Argentés. Poésie futurista en Amérique
- 2009 - Prix NH du meilleur livre de récits de l'année pour Tant de gens seuls
- 2009 - Prix Villa de Rota de Poésie pour Cháchara
- 2009 - Prix Littéraire des Jeunes Européens pour la traduction française de son roman Les princes de Nubie, sous la responsabilité d'Hugo Paviot[6]
- 2011 - Prix Gaziel de biographies et mémoires pour Le temps est un rêve pop: vie et oeuvre de Terenci Moix
- 2014 - Prix Biennal du Roman Mario Vargas Llosa pour Interdit d'entrer sans pantalons
- 2020 - Prix National de Littérature Narrative pour le roman Totalité sexuelle du cosmos[7],[8]
- 2021 - Prix Ville de Jerez pour la trajectoire.